# Посвірж червонолобий
Посві́рж червонолобий (Sicalis columbiana) — вид горобцеподібних птахів родини саякових (Thraupidae). Мешкає в Південній Америці.

## Опис

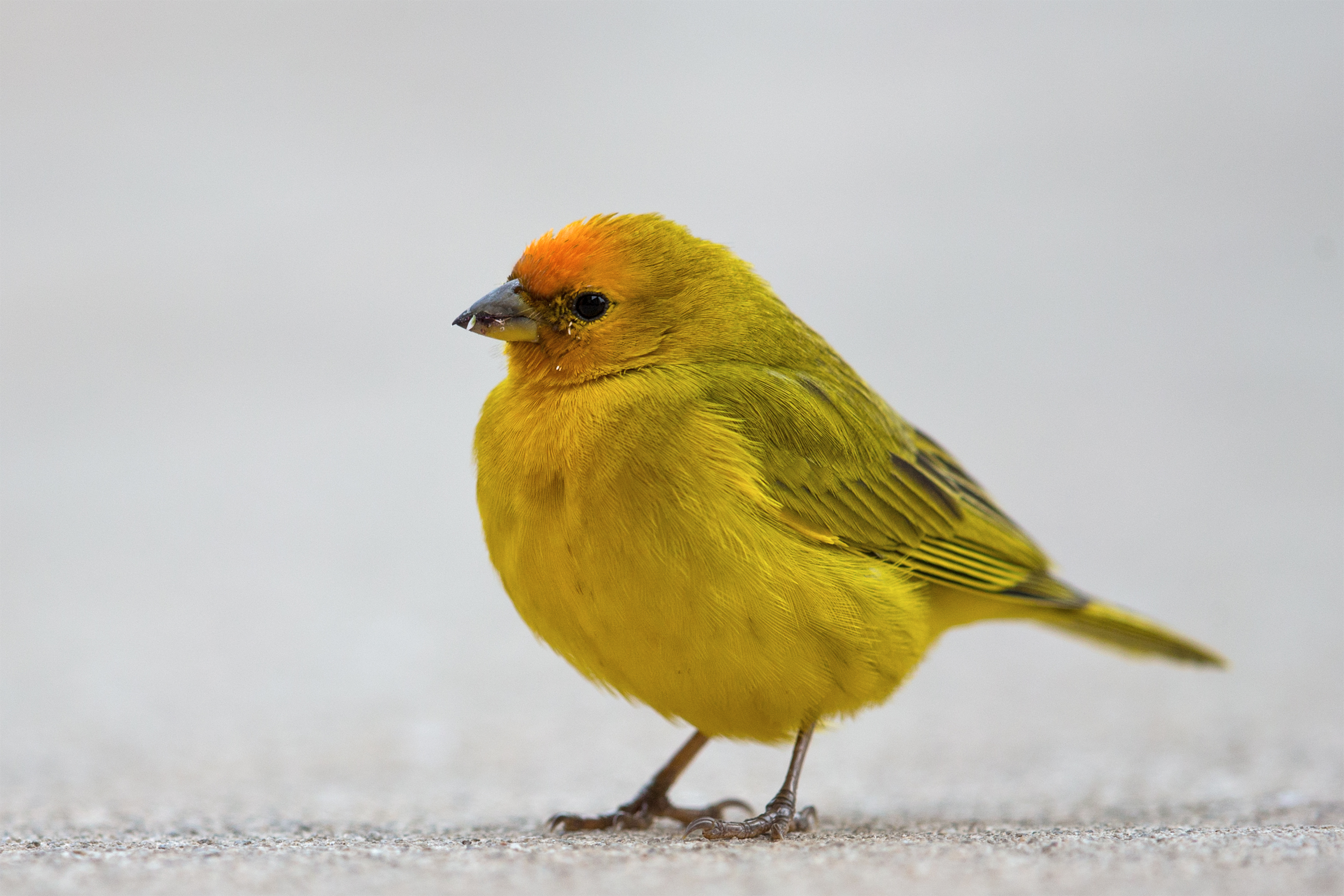
Самець червоноголобого посвіржа (підвид S. c. leopoldinae)

Довжина птаха становить 11,5 см. Виду притаманний статевий диморфізм. Самець схожий на самця золотолобого посвіржа, однак дещо менший, його лоб контрасто оранжевий, від дзьоба до очей ідуть темні смуги. У самиць верхня частина тіла зеленувато-сіра, нижня частина тіла білувата, боки і гузка жовтуваті. Молоді птахи не поцятковані смужками.

## Підвиди
Виділяють три підвиди:
- S. c. columbiana Cabanis, 1851 — басейн річки Ориноко в Колумбії і Венесуелі;
- S. c. leopoldinae Hellmayr, 1906 — схід центральної Бразилії (від Піауї до західної Баїї і Гоясу);
- S. u. goeldii Berlepsch, 1906 — долина Амазонки на схід від західної Пари.

## Поширення і екологія
Червонолобі посвіржі мешкають в Колумбії, Венесуелі і Бразилії, спостерігалися в Перу та на Тринідаді і Тобаго. Вони живуть в чагарникових заростях на берегах річок, на луках і пасовищах, іноді біля людських поселень. Зустрічаються на висоті до 300 м над рівнем моря.